# Waigeum anadyomenon
Waigeum anadyomenon är en fjärilsart som beskrevs av Johannes Karl Max Röber 1926. Waigeum anadyomenon ingår i släktet Waigeum och familjen juvelvingar. Inga underarter finns listade i Catalogue of Life.